# Selección de fútbol sub-20 de Curazao
La Selección de fútbol sub-20 de Curazao es el equipo que representa al país en el Mundial Sub-20 y en el Campeonato Sub-20 de la Concacaf; y es controlado por la Federación de Fútbol de Curazao.

## Participaciones

### Mundial Sub-20
| Año   | Ronda                       | J                           | G                           | E                           | P                           | GF                          | GC                          |
| ----- | --------------------------- | --------------------------- | --------------------------- | --------------------------- | --------------------------- | --------------------------- | --------------------------- |
| 1977  | Véase Antillas Neerlandesas | Véase Antillas Neerlandesas | Véase Antillas Neerlandesas | Véase Antillas Neerlandesas | Véase Antillas Neerlandesas | Véase Antillas Neerlandesas | Véase Antillas Neerlandesas |
| 1979  | Véase Antillas Neerlandesas | Véase Antillas Neerlandesas | Véase Antillas Neerlandesas | Véase Antillas Neerlandesas | Véase Antillas Neerlandesas | Véase Antillas Neerlandesas | Véase Antillas Neerlandesas |
| 1981  | Véase Antillas Neerlandesas | Véase Antillas Neerlandesas | Véase Antillas Neerlandesas | Véase Antillas Neerlandesas | Véase Antillas Neerlandesas | Véase Antillas Neerlandesas | Véase Antillas Neerlandesas |
| 1983  | Véase Antillas Neerlandesas | Véase Antillas Neerlandesas | Véase Antillas Neerlandesas | Véase Antillas Neerlandesas | Véase Antillas Neerlandesas | Véase Antillas Neerlandesas | Véase Antillas Neerlandesas |
| 1985  | Véase Antillas Neerlandesas | Véase Antillas Neerlandesas | Véase Antillas Neerlandesas | Véase Antillas Neerlandesas | Véase Antillas Neerlandesas | Véase Antillas Neerlandesas | Véase Antillas Neerlandesas |
| 1987  | Véase Antillas Neerlandesas | Véase Antillas Neerlandesas | Véase Antillas Neerlandesas | Véase Antillas Neerlandesas | Véase Antillas Neerlandesas | Véase Antillas Neerlandesas | Véase Antillas Neerlandesas |
| 1989  | Véase Antillas Neerlandesas | Véase Antillas Neerlandesas | Véase Antillas Neerlandesas | Véase Antillas Neerlandesas | Véase Antillas Neerlandesas | Véase Antillas Neerlandesas | Véase Antillas Neerlandesas |
| 1991  | Véase Antillas Neerlandesas | Véase Antillas Neerlandesas | Véase Antillas Neerlandesas | Véase Antillas Neerlandesas | Véase Antillas Neerlandesas | Véase Antillas Neerlandesas | Véase Antillas Neerlandesas |
| 1993  | Véase Antillas Neerlandesas | Véase Antillas Neerlandesas | Véase Antillas Neerlandesas | Véase Antillas Neerlandesas | Véase Antillas Neerlandesas | Véase Antillas Neerlandesas | Véase Antillas Neerlandesas |
| 1995  | Véase Antillas Neerlandesas | Véase Antillas Neerlandesas | Véase Antillas Neerlandesas | Véase Antillas Neerlandesas | Véase Antillas Neerlandesas | Véase Antillas Neerlandesas | Véase Antillas Neerlandesas |
| 1997  | Véase Antillas Neerlandesas | Véase Antillas Neerlandesas | Véase Antillas Neerlandesas | Véase Antillas Neerlandesas | Véase Antillas Neerlandesas | Véase Antillas Neerlandesas | Véase Antillas Neerlandesas |
| 1999  | Véase Antillas Neerlandesas | Véase Antillas Neerlandesas | Véase Antillas Neerlandesas | Véase Antillas Neerlandesas | Véase Antillas Neerlandesas | Véase Antillas Neerlandesas | Véase Antillas Neerlandesas |
| 2001  | Véase Antillas Neerlandesas | Véase Antillas Neerlandesas | Véase Antillas Neerlandesas | Véase Antillas Neerlandesas | Véase Antillas Neerlandesas | Véase Antillas Neerlandesas | Véase Antillas Neerlandesas |
| 2003  | Véase Antillas Neerlandesas | Véase Antillas Neerlandesas | Véase Antillas Neerlandesas | Véase Antillas Neerlandesas | Véase Antillas Neerlandesas | Véase Antillas Neerlandesas | Véase Antillas Neerlandesas |
| 2005  | Véase Antillas Neerlandesas | Véase Antillas Neerlandesas | Véase Antillas Neerlandesas | Véase Antillas Neerlandesas | Véase Antillas Neerlandesas | Véase Antillas Neerlandesas | Véase Antillas Neerlandesas |
| 2007  | Véase Antillas Neerlandesas | Véase Antillas Neerlandesas | Véase Antillas Neerlandesas | Véase Antillas Neerlandesas | Véase Antillas Neerlandesas | Véase Antillas Neerlandesas | Véase Antillas Neerlandesas |
| 2009  | Véase Antillas Neerlandesas | Véase Antillas Neerlandesas | Véase Antillas Neerlandesas | Véase Antillas Neerlandesas | Véase Antillas Neerlandesas | Véase Antillas Neerlandesas | Véase Antillas Neerlandesas |
| 2011  | Véase Antillas Neerlandesas | Véase Antillas Neerlandesas | Véase Antillas Neerlandesas | Véase Antillas Neerlandesas | Véase Antillas Neerlandesas | Véase Antillas Neerlandesas | Véase Antillas Neerlandesas |
| 2013  | No clasificó                | No clasificó                | No clasificó                | No clasificó                | No clasificó                | No clasificó                | No clasificó                |
| 2015  | No clasificó                | No clasificó                | No clasificó                | No clasificó                | No clasificó                | No clasificó                | No clasificó                |
| 2017  | No clasificó                | No clasificó                | No clasificó                | No clasificó                | No clasificó                | No clasificó                | No clasificó                |
| 2019  | No clasificó                | No clasificó                | No clasificó                | No clasificó                | No clasificó                | No clasificó                | No clasificó                |
| 2023  | No clasificó                | No clasificó                | No clasificó                | No clasificó                | No clasificó                | No clasificó                | No clasificó                |
| 2025  | No clasificó                | No clasificó                | No clasificó                | No clasificó                | No clasificó                | No clasificó                | No clasificó                |
| Total | 0/24                        | 0                           | 0                           | 0                           | 0                           | 0                           | 0                           |

### Campeonato Sub-20 de la Concacaf
| Año   | Ronda                       | J                           | G                           | E                           | P                           | GF                          | GC                          |                             |
| ----- | --------------------------- | --------------------------- | --------------------------- | --------------------------- | --------------------------- | --------------------------- | --------------------------- | --------------------------- |
| 1962  | Véase Antillas Neerlandesas | Véase Antillas Neerlandesas | Véase Antillas Neerlandesas | Véase Antillas Neerlandesas | Véase Antillas Neerlandesas | Véase Antillas Neerlandesas | Véase Antillas Neerlandesas | Véase Antillas Neerlandesas |
| 1964  | Véase Antillas Neerlandesas | Véase Antillas Neerlandesas | Véase Antillas Neerlandesas | Véase Antillas Neerlandesas | Véase Antillas Neerlandesas | Véase Antillas Neerlandesas | Véase Antillas Neerlandesas | Véase Antillas Neerlandesas |
| 1970  | Véase Antillas Neerlandesas | Véase Antillas Neerlandesas | Véase Antillas Neerlandesas | Véase Antillas Neerlandesas | Véase Antillas Neerlandesas | Véase Antillas Neerlandesas | Véase Antillas Neerlandesas | Véase Antillas Neerlandesas |
| 1973  | Véase Antillas Neerlandesas | Véase Antillas Neerlandesas | Véase Antillas Neerlandesas | Véase Antillas Neerlandesas | Véase Antillas Neerlandesas | Véase Antillas Neerlandesas | Véase Antillas Neerlandesas | Véase Antillas Neerlandesas |
| 1974  | Véase Antillas Neerlandesas | Véase Antillas Neerlandesas | Véase Antillas Neerlandesas | Véase Antillas Neerlandesas | Véase Antillas Neerlandesas | Véase Antillas Neerlandesas | Véase Antillas Neerlandesas | Véase Antillas Neerlandesas |
| 1976  | Véase Antillas Neerlandesas | Véase Antillas Neerlandesas | Véase Antillas Neerlandesas | Véase Antillas Neerlandesas | Véase Antillas Neerlandesas | Véase Antillas Neerlandesas | Véase Antillas Neerlandesas | Véase Antillas Neerlandesas |
| 1978  | Véase Antillas Neerlandesas | Véase Antillas Neerlandesas | Véase Antillas Neerlandesas | Véase Antillas Neerlandesas | Véase Antillas Neerlandesas | Véase Antillas Neerlandesas | Véase Antillas Neerlandesas | Véase Antillas Neerlandesas |
| 1980  | Véase Antillas Neerlandesas | Véase Antillas Neerlandesas | Véase Antillas Neerlandesas | Véase Antillas Neerlandesas | Véase Antillas Neerlandesas | Véase Antillas Neerlandesas | Véase Antillas Neerlandesas | Véase Antillas Neerlandesas |
| 1982  | Véase Antillas Neerlandesas | Véase Antillas Neerlandesas | Véase Antillas Neerlandesas | Véase Antillas Neerlandesas | Véase Antillas Neerlandesas | Véase Antillas Neerlandesas | Véase Antillas Neerlandesas | Véase Antillas Neerlandesas |
| 1984  | Véase Antillas Neerlandesas | Véase Antillas Neerlandesas | Véase Antillas Neerlandesas | Véase Antillas Neerlandesas | Véase Antillas Neerlandesas | Véase Antillas Neerlandesas | Véase Antillas Neerlandesas | Véase Antillas Neerlandesas |
| 1986  | Véase Antillas Neerlandesas | Véase Antillas Neerlandesas | Véase Antillas Neerlandesas | Véase Antillas Neerlandesas | Véase Antillas Neerlandesas | Véase Antillas Neerlandesas | Véase Antillas Neerlandesas | Véase Antillas Neerlandesas |
| 1988  | Véase Antillas Neerlandesas | Véase Antillas Neerlandesas | Véase Antillas Neerlandesas | Véase Antillas Neerlandesas | Véase Antillas Neerlandesas | Véase Antillas Neerlandesas | Véase Antillas Neerlandesas | Véase Antillas Neerlandesas |
| 1990  | Véase Antillas Neerlandesas | Véase Antillas Neerlandesas | Véase Antillas Neerlandesas | Véase Antillas Neerlandesas | Véase Antillas Neerlandesas | Véase Antillas Neerlandesas | Véase Antillas Neerlandesas | Véase Antillas Neerlandesas |
| 1992  | Véase Antillas Neerlandesas | Véase Antillas Neerlandesas | Véase Antillas Neerlandesas | Véase Antillas Neerlandesas | Véase Antillas Neerlandesas | Véase Antillas Neerlandesas | Véase Antillas Neerlandesas | Véase Antillas Neerlandesas |
| 1994  | Véase Antillas Neerlandesas | Véase Antillas Neerlandesas | Véase Antillas Neerlandesas | Véase Antillas Neerlandesas | Véase Antillas Neerlandesas | Véase Antillas Neerlandesas | Véase Antillas Neerlandesas | Véase Antillas Neerlandesas |
| 1996  | Véase Antillas Neerlandesas | Véase Antillas Neerlandesas | Véase Antillas Neerlandesas | Véase Antillas Neerlandesas | Véase Antillas Neerlandesas | Véase Antillas Neerlandesas | Véase Antillas Neerlandesas | Véase Antillas Neerlandesas |
| 1998  | Véase Antillas Neerlandesas | Véase Antillas Neerlandesas | Véase Antillas Neerlandesas | Véase Antillas Neerlandesas | Véase Antillas Neerlandesas | Véase Antillas Neerlandesas | Véase Antillas Neerlandesas | Véase Antillas Neerlandesas |
| 2001  | Véase Antillas Neerlandesas | Véase Antillas Neerlandesas | Véase Antillas Neerlandesas | Véase Antillas Neerlandesas | Véase Antillas Neerlandesas | Véase Antillas Neerlandesas | Véase Antillas Neerlandesas | Véase Antillas Neerlandesas |
| 2003  | Véase Antillas Neerlandesas | Véase Antillas Neerlandesas | Véase Antillas Neerlandesas | Véase Antillas Neerlandesas | Véase Antillas Neerlandesas | Véase Antillas Neerlandesas | Véase Antillas Neerlandesas | Véase Antillas Neerlandesas |
| 2005  | Véase Antillas Neerlandesas | Véase Antillas Neerlandesas | Véase Antillas Neerlandesas | Véase Antillas Neerlandesas | Véase Antillas Neerlandesas | Véase Antillas Neerlandesas | Véase Antillas Neerlandesas | Véase Antillas Neerlandesas |
| 2007  | Véase Antillas Neerlandesas | Véase Antillas Neerlandesas | Véase Antillas Neerlandesas | Véase Antillas Neerlandesas | Véase Antillas Neerlandesas | Véase Antillas Neerlandesas | Véase Antillas Neerlandesas | Véase Antillas Neerlandesas |
| 2009  | Véase Antillas Neerlandesas | Véase Antillas Neerlandesas | Véase Antillas Neerlandesas | Véase Antillas Neerlandesas | Véase Antillas Neerlandesas | Véase Antillas Neerlandesas | Véase Antillas Neerlandesas | Véase Antillas Neerlandesas |
| 2011  | Véase Antillas Neerlandesas | Véase Antillas Neerlandesas | Véase Antillas Neerlandesas | Véase Antillas Neerlandesas | Véase Antillas Neerlandesas | Véase Antillas Neerlandesas | Véase Antillas Neerlandesas | Véase Antillas Neerlandesas |
| 2013  | Fase de grupos              | 2                           | 0                           | 0                           | 2                           | 1                           | 5                           |                             |
| 2015  | No clasificó                | No clasificó                | No clasificó                | No clasificó                | No clasificó                | No clasificó                | No clasificó                | No clasificó                |
| 2017  | No clasificó                | No clasificó                | No clasificó                | No clasificó                | No clasificó                | No clasificó                | No clasificó                | No clasificó                |
| 2018  | Fase de grupos              | 4                           | 2                           | 0                           | 2                           | 10                          | 10                          |                             |
| Total | 1/25                        | 6                           | 2                           | 0                           | 4                           | 11                          | 15                          |                             |